# Uristes entalladurus
Uristes entalladurus är en kräftdjursart som beskrevs av J. L. Barnard 1963. Uristes entalladurus ingår i släktet Uristes och familjen Uristidae. Inga underarter finns listade i Catalogue of Life.